# Thomas Heinrich von Wickede

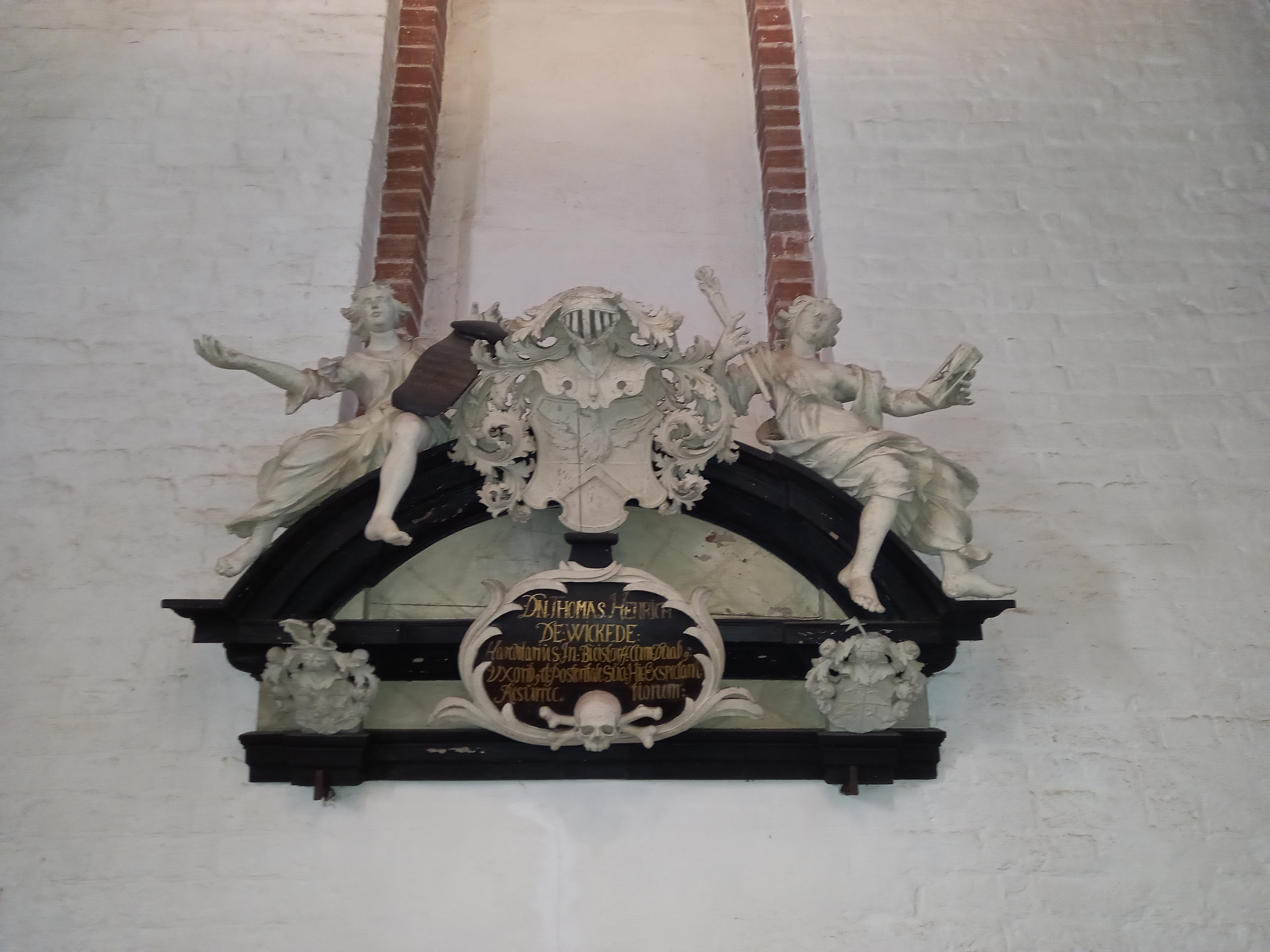
Epitaph Thomas Heinrich von Wickede in der Johanniskirche (Krummesse)

Thomas Heinrich von Wickede (* 1632 in Kastorf; † 21. Dezember 1676 ebenda) war ein deutscher Ratsherr der Hansestadt Lübeck.

## Leben
Wickede war Sohn des Lübecker Bürgermeisters Gottschalk von Wickede. Er studierte ab 1646 Rechtswissenschaften an der Universität Rostock und schloss seine Studien 1651 bei Hermann Conring an der Universität Helmstedt ab. Seit 1658 war er Mitglied der patrizischen Lübecker Zirkelgesellschaft und wurde 1672 in Lübeck zum Ratsherrn erwählt.
Er heiratete Agnete Köhler, Tochter des rechtsgelehrten Lübecker Bürgermeisters Anton Köhler. Ihr Porträt befindet sich in der Köhlerschen Ahnengalerie. Aus der Ehe gingen die Söhne Thomas Heinrich von Wickede (1659–1734), Johann von Wickede (1664–1732) und Gottschalk Anton von Wickede (1657–1704) hervor. Sein Enkel war Gotthard Gottschalk von Wickede.
Von seinem Vater ererbte er das Lübsche Gut Kastorf; vonseiten seiner Frau kam das Gut Bliestorf hinzu. Bliestorf fiel mit seinem Tode an den Sohn Thomas Heinrich und Kastorf an Gottschalk Anton. Kurz nach dem Tode des Enkels Gotthard Gottschalk gingen beide Güter der Familie verloren und wurden durch den Vergleich von 1747 mit dem Kurfürstentum Braunschweig-Lüneburg hannoversch.